# 消逝的星星
消逝的星星是意大利导演吉安尼·阿米里奥于2006年执导的一部反映现实中国社会的电影。
电影以一家中国进出口公司在意大利购入一整套炼钢设备开始。该设备存在安全隐患。维修工文森佐了解问题所在并研究解决方案。之后文森佐携用于替换的零件抵达上海。与进出口公司负责人接触后了解该设备已经被运往内地。文森佐在翻译刘华的帮助下从上海到武汉，再到重庆、宜宾，最后到达设备的安装地包头。 不过他带来的用于解决设备安全隐患的零件由于他无法与工人进行交流（导演此时故意安排翻译不在场），不被了解被弃而不用。
该影片用大量篇幅描绘了现代中国的图景。包括发达的上海，封闭的内陆，不同阶层人的生活，令人思考。